# Funaria beccarii
Funaria beccarii là một loài Rêu trong họ Funariaceae. Loài này được (Hampe) Broth. mô tả khoa học đầu tiên năm 1903.